# Grupo Alfonso
El Grupo Alfonso fou una xarxa de grups monàrquics ultradretans fundats el 1926 per exmembres de la Federación Cívico-Somatenista a Barcelona i Calella. Clausurats amb la Segona República, reprengueren l'activitat poc després.